# Desire (Do As Infinityの曲)
「Desire」（ディザイア）は、日本のロックバンド・Do As Infinityの7作目のシングル。

## 概要
- 前作「We are.」から約2ヶ月ぶりにして、アルバム『NEW WORLD』からの先行シングル。
- 表題曲は前作に引き続き花王『ソフィーナオーブルージュフィーリア』のCMソングに、カップリング曲は森永製菓『ハイソフト』のCMソングにそれぞれ使用された。
- 今作で『ミュージックステーション』に初出演を果たした。後述の理由のため出演は伴都美子のみで大渡亮も未出演となったがサウンドプロデュースを担う亀田誠治はベースで出演した。また、代役のギターは秋山智江が努めた[注 1][1]。
- 前作発売後、長尾大が脱退したため今作のジャケットやミュージック・ビデオには参加していない。
- オリコンチャート初登場8位を獲得。「Yesterday & Today」以来3作ぶりにトップ10入りを果たした。

## 収録曲
1. Desire [4:31]
作詞・作曲：D・A・I
編曲：D・A・I、亀田誠治
作詞は川村サイコ、作曲は長尾大[注 2]。。歌謡曲の要素に、当時長尾が目指していたハードロックを歪んだギター以外で表現するコンセプトで制作された。そのため、ギターは控えめでキーボードやストリングスを前面に出した作風となっている[2]。
2. Holiday [3:24]
作詞・作曲：D・A・I
編曲：D・A・I、亀田誠治
3. CARNAVAL [4:28]
作詞・作曲：D・A・I
編曲：D・A・I、亀田誠治
タイトルは読みは「カルナバル」で、祭りを意味するスペイン語。
4. Faces (3SV Remix) [4:38]
作詞・作曲：D・A・I
リミックス：3SV
1stシングルのカップリング曲のリミックスバージョン。
5. Desire (Instrumental) [4:30]
作曲：D・A・I
編曲：D・A・I、亀田誠治
表題曲のインストゥルメンタルバージョン。
6. Holiday (Instrumental) [3:24]
作曲：D・A・I
編曲：D・A・I、亀田誠治
カップリング1曲目のインストゥルメンタルバージョン。
7. CARNAVAL (Instrumental) [4:25]
作曲：D・A・I
編曲：D・A・I、亀田誠治
カップリング2曲目のインストゥルメンタルバージョン。

## タイアップ
- 花王『ソフィーナオーブルージュフィーリア』CMソング (#1)
- 森永製菓『ハイソフト』CMソング (#2)

## 収録アルバム
- NEW WORLD (#1,2)
- Do The Best (#1)
- Do The B-side (#3)
- Do The A-side (#1)
- Do The Best "Great Supporters Selection" (#1)
- The Best of Do As Infinity (#1)
- Lounge (#1)
- Do The Complete (#1)

## 2 of Us
「Desire [2 of Us]」（ディザイア・トゥー・オブ・アス）は、日本のロックバンド・Do As Infinityの4作目の配信限定シングル。

### 概要
- 前作「本日ハ晴天ナリ [2 of Us]」から続く16週連続配信企画『2 of Us』の第4弾シングル。

### 収録曲
1. Desire [2 of Us] [4:17]
作詞・作曲：D・A・I
編曲：Ryo Owatari
大渡は長尾大含めた時期の路上ライブでやってる感じを意識して制作したという[2]。

### 収録アルバム
- 2 of Us [RED] -14 Re:SINGLES-